# Montedio Yamagata
Il Montedio Yamagata è una società calcistica professionistica giapponese con sede nella prefettura di Yamagata. Attualmente milita nella J2 League.
Il nome Montedio deriva dall'unione delle parole italiane "Monte" e "Dio".

## Storia
Il club venne fondato nel 1984 con la denominazione di NEC Yamagata Soccer Club. Ottenne la promozione in Japan Football League nel 1994. Dopo aver cambiato denominazione in Montedio Yamagata nel 1996, nel 1999 venne ammessa in J. League Divisione 2; nel 2008 è stata promossa in J. League 1 nella quale ha debuttato nel 2009 salvandosi con tre giornate d'anticipo.

## Organico

### Rosa 2024
Rosa e numerazione aggiornate al 29 agosto 2024.
| N. |                     | Ruolo | Calciatore        |
| -- | ------------------- | ----- | ----------------- |
| 1  | Giappone (bandiera) | P     | Masaaki Gotō      |
| 2  | Giappone (bandiera) | D     | Taiju Yoshida     |
| 3  | Giappone (bandiera) | D     | Yūta Kumamoto     |
| 4  | Giappone (bandiera) | D     | Keisuke Nishimura |
| 5  | Giappone (bandiera) | D     | Takashi Abe       |
| 6  | Giappone (bandiera) | D     | Takumi Yamada     |
| 7  | Giappone (bandiera) | C     | Leo Takae         |
| 8  | Giappone (bandiera) | C     | Yūdai Konishi     |
| 10 | Giappone (bandiera) | C     | Ryōma Kida        |
| 11 | Giappone (bandiera) | A     | Yoshiki Fujimoto  |
| 14 | Giappone (bandiera) | C     | Kōki Sakamoto     |
| 15 | Giappone (bandiera) | D     | Ayumu Kawai       |
| 16 | Giappone (bandiera) | P     | Kō Hasegawa       |
| 17 | Giappone (bandiera) | C     | Chihiro Katō      |
| 18 | Giappone (bandiera) | C     | Shūto Minami      |
| 19 | Giappone (bandiera) | D     | Kazuma Okamoto    |
| 20 | Giappone (bandiera) | C     | Nagi Matsumoto    |
| 22 | Giappone (bandiera) | D     | Hayate Shirowa    |
| 23 | Giappone (bandiera) | P     | Eisuke Fujishima  |

| N. |                     | Ruolo | Calciatore           |
| -- | ------------------- | ----- | -------------------- |
| 24 | Giappone (bandiera) | C     | Rui Yokoyama         |
| 25 | Giappone (bandiera) | C     | Shintarō Kokubu      |
| 28 | Giappone (bandiera) | C     | Kaisei Kanō          |
| 29 | Giappone (bandiera) | D     | Jō Sōma              |
| 32 | Giappone (bandiera) | P     | Taisei Kambayashi    |
| 33 | Giappone (bandiera) | D     | Toraji Chiba         |
| 36 | Giappone (bandiera) | A     | Jun'ya Takahashi     |
| 40 | Giappone (bandiera) | D     | Kiriya Sakamoto      |
| 41 | Giappone (bandiera) | A     | Yūsuke Gotō          |
| 42 | Giappone (bandiera) | D     | Zain Issaka          |
| 50 | Giappone (bandiera) | C     | Eiji Nagai           |
| 51 | Giappone (bandiera) | C     | Taiki Sugawara       |
| 52 | Giappone (bandiera) | A     | Ryōtarō Inoue        |
| 53 | Giappone (bandiera) | C     | Hikaru Hanzawa       |
| 54 | Giappone (bandiera) | P     | Rikuto Satō          |
| 55 | Giappone (bandiera) | A     | Shummei Horikane     |
| 83 | Giappone (bandiera) | D     | Shūta Kikuchi        |
| 88 | Giappone (bandiera) | C     | Shōma Doi            |
| 90 | Giappone (bandiera) | A     | Akira Silvano Disaro |

## Palmarès

### Altri piazzamenti
- J2 League:

Secondo posto: 2008
Terzo posto: 2001
Promozione: 2014
- Coppa dell'Imperatore:

Finalista: 2014